# 亚历山大·弗里德里希 (黑森-卡塞尔)
亚历山大·弗里德里希·威廉·阿尔布雷希特·格奥尔格（德語：Alexander Friedrich Wilhelm Albrecht Georg，1863年1月25日—1945年3月26日），黑森家族卡塞尔支族长。
亚历山大·弗里德里希1863年生于生于丹麦首都哥本哈根，是黑森-卡塞爾的腓特烈·威廉与普魯士的安娜公主的次子。1884年长兄腓特烈·威廉因海难去世，他成为黑森家族卡塞尔支族长，黑森选侯继承人，称黑森领地伯爵。
亚历山大·弗里德里希为了与平民吉塞拉·施多克霍那（Gisela Stockhorner，1884年1月17日—1965年6月22日）结婚，于1925年3月15日放弃黑森家族卡塞尔支族长之位，将其让度给自己的弟弟，前芬兰推选国王腓特烈·卡爾。二人于1925年3月25日结婚，婚后没有子嗣。
亚历山大·弗里德里希于1945年在黑森去世，终年82岁。